# Takamatsuzuka
Il tumulo di Takamatsuzuka (高松塚古墳?, Takamatsuzuka Kofun) fa parte di un gruppo di mausolei risalenti al tardo periodo Kofun (VII secolo), situati presso il villaggio di Asuka, nel bacino di Nara, in Giappone.
Takamatsuzuka è un tumulo di dimensioni piccole comprendente una piccola cella funeraria. Le pareti interne sono tutte ricoperte di stucco e di una decorazione pittorica affine alle tecniche cinesi e coreane.
Le raffigurazioni sono rappresentate in coincidenza con i punti cardinali nel rispetto della cosmologia cinese: e quindi una coppia di animali appare in ognuno dei quattro punti, come ad esempio la tartaruga e il serpente a nord affiancati da un gruppo di quattro uomini o di quattro donne. Sul soffitto sono rappresentate le costellazioni. Non particolarmente ricco appare il corredo funerario, composto da uno specchio metallico, da alcuni piattini d'argento e i resti di una spada di bronzo.
Incerta appare l'attribuzione della tomba: qualche esperto propende per un aristocratico giapponese, mentre altri pensano di ricondurre la struttura in onore di un esponente continentale, visti anche i molti richiami stilistici con le tombe coreane e l'affinità dei costumi con quelli cinesi dei Chin orientali.
Nell'ipotesi di una famiglia aristocratica giapponese, quella più accreditata è quella dell'imperatore Tenmu (673-686) e dei suoi figli:
1. Principe Osakabe (? - 705),
2. Principe Yuge (? - 699),
3. Principe Takechi (654 - 696),

Secondo alcuni esperti, tra i quali l'archeologo Namio Egami, la civiltà Kofun fu influenzata da una forte invasione di cavalieri coreani caratterizzati da un forte accentramento di poteri politici e religiosi nelle mani di un capo. Ecco perché la tomba aristocratica di Takamatsuzuka è circondata da resti di tombe di cavalieri arricchite da corredi di armi.

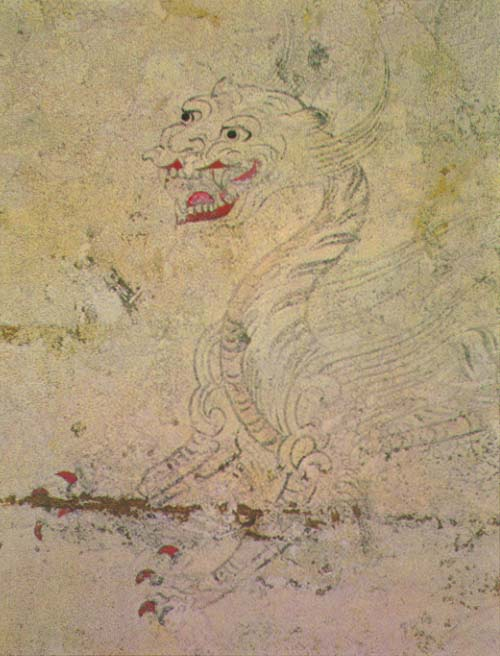
La Tigre Bianca, secondo l'astrologia cinese